# Bộ Mãnh (黽)
Bộ Mãnh, bộ thứ 205 có nghĩa là "ếch" hoặc "cố gắng" là 1 trong 4 bộ có 13 nét trong số 214 bộ thủ Khang Hy.
Trong Từ điển Khang Hy có 40 chữ (trong số hơn 40.000) được tìm thấy chứa bộ này.

## Tự hình Bộ Mãnh (黽)

Kim văn
Tiểu triện

## Chữ thuộc Bộ Mãnh (黽)
| Số nét bổ sung | Chữ                      |
| -------------- | ------------------------ |
| 0              | 黽/mãnh/ 黾              |
| 4              | 黿/ngoan/                |
| 5              | 鼀 鼁 鼂/triêu/          |
| 6              | 鼃/oa/ 鼄/chu/           |
| 8              | 鼅/tri/                  |
| 10             | 鼆/manh/                 |
| 11             | 鼇/ngao/                 |
| 12             | 鼈/biết/ 鼉/đà/ 鼊/bích/ |